# Molophilus phallacanthus
Molophilus phallacanthus là một loài ruồi trong họ Limoniidae. Chúng phân bố ở miền Australasia.